# Keirin masculin aux Jeux olympiques d'été de 2000
Navigation
Athènes 2004
Le keirin masculin est l'une des douze compétitions de cyclisme sur piste aux Jeux olympiques de 2000. Il est disputé par 20 cyclistes. Une course de keirin consiste en 8 tours de piste, soit 2 kilomètres.
C'est la première fois que le keirin est au programme olympique.

## Premier tour (21 septembre)
Les 20 coureurs sont répartis dans trois séries pour ce premier tour. Les deux premiers (six en tout) de chaque série se qualifient pour le tour suivant alors que les 16 autres coureurs se retrouvent lors du premier repêchage.
Course 1
| Pos. | Nom                  | Pays       | Q |
| ---- | -------------------- | ---------- | - |
| 1    | Jens Fiedler         | Allemagne  | Q |
| 2    | Gary Neiwand         | Australie  | Q |
| 3    | Shinichi Ota         | Japon      | R |
| 4    | Lampros Vasilopoulos | Grèce      | R |
| 5    | Jaroslav Jeřábek     | Slovaquie  | R |
| 6    | Marcelo Arrué        | États-Unis | R |

Course 2
| Pos. | Nom              | Pays               | Q |
| ---- | ---------------- | ------------------ | - |
| 1    | Pavel Buráň      | République tchèque | Q |
| 2    | Roberto Chiappa  | Italie             | Q |
| 3    | Eom In-Yeong     | Corée du Sud       | R |
| 4    | Chris Hoy        | Grande-Bretagne    | R |
| 5    | Florian Rousseau | France             | R |
| 6    | Grzegorz Krejner | Pologne            | R |
| DQ   | Anthony Peden    | Nouvelle-Zélande   | R |

Course 3
| Pos. | Nom               | Pays             | Q |
| ---- | ----------------- | ---------------- | - |
| 1    | Jan van Eijden    | Allemagne        | Q |
| 2    | Frédéric Magné    | France           | Q |
| 3    | David Cabrero     | Espagne          | R |
| 4    | Marty Nothstein   | États-Unis       | R |
| 5    | Matt Sinton       | Nouvelle-Zélande | R |
| 6    | Yuichiro Kamiyama | Japon            | R |
| DQ   | Ainārs Ķiksis     | Lettonie         | R |

## Repêchage du premier tour (21 septembre)
Le premier tour de repêchage consiste en trois séries de cinq à six coureurs. Les deux premiers (six en tout) de chaque série rejoignent les six coureurs déjà qualifiés pour le deuxième tour. Les autres sont éliminés.
Course 1
| Pos. | Nom              | Pays             | Q |
| ---- | ---------------- | ---------------- | - |
| 1    | Ainārs Ķiksis    | Lettonie         | Q |
| 2    | Shinichi Ota     | Japon            | Q |
| 3    | Grzegorz Krejner | Pologne          |   |
| 4    | Matt Sinton      | Nouvelle-Zélande |   |
| DQ   | Chris Hoy        | Grande-Bretagne  |   |

Course 2
| Pos. | Nom              | Pays             | Q |
| ---- | ---------------- | ---------------- | - |
| 1    | Marty Nothstein  | États-Unis       | Q |
| 2    | Florian Rousseau | France           | Q |
| 3    | Anthony Peden    | Nouvelle-Zélande |   |
| 4    | Eom In-Yeong     | Corée du Sud     |   |
| 5    | Marcelo Arrué    | États-Unis       |   |

Course 3
| Pos. | Nom                  | Pays      | Q |
| ---- | -------------------- | --------- | - |
| 1    | David Cabrero        | Espagne   | Q |
| 2    | Lampros Vasilopoulos | Grèce     | Q |
| AB   | Jaroslav Jeřábek     | Slovaquie |   |
| DQ   | Yuichiro Kamiyama    | Japon     |   |

## Demi-finales (21 septembre)
Les 1/2 finales consistent en deux séries de six coureurs. Les trois premiers de chaque série se qualifient pour la finale alors que les autres coureurs se retrouvent pour une série de classement de la septième à la douzième place.
Course 1
| Pos. | Nom                  | Pays      | Q |
| ---- | -------------------- | --------- | - |
| 1    | Jens Fiedler         | Allemagne | Q |
| 2    | Jan van Eijden       | Allemagne | Q |
| 3    | Florian Rousseau     | France    | Q |
| 4    | Roberto Chiappa      | Italie    |   |
| DQ   | Ainārs Ķiksis        | Lettonie  |   |
| DQ   | Lampros Vasilopoulos | Grèce     |   |

Course 2
| Pos. | Nom             | Pays               | Q |
| ---- | --------------- | ------------------ | - |
| 1    | Marty Nothstein | États-Unis         | Q |
| 2    | Gary Neiwand    | Australie          | Q |
| 3    | Frédéric Magné  | France             | Q |
| 4    | David Cabrero   | Espagne            |   |
| 5    | Pavel Buráň     | République tchèque |   |
| 6    | Shinichi Ota    | Japon              |   |

## Finale (21 septembre)
Le Français Florian Rousseau devient le premier champion olympique du keirin de l'histoire.
| Pos.                                | Nom              | Pays       |
| ----------------------------------- | ---------------- | ---------- |
| Médaille d'or, Jeux olympiques      | Florian Rousseau | France     |
| Médaille d'argent, Jeux olympiques  | Gary Neiwand     | Australie  |
| Médaille de bronze, Jeux olympiques | Jens Fiedler     | Allemagne  |
| 4                                   | Jan van Eijden   | Allemagne  |
| 5                                   | Marty Nothstein  | États-Unis |
| 6                                   | Frédéric Magné   | France     |

## Sources
- Résultats